# Подунавка
Подунавка: лист за забаву и науку излазио је једном недељно у Земуну од 1856. до 1858. године.

## О часопису
Огледни број листа објављен је 14. фебруара 1856. године, а поднаслов овог броја је био „Илустровани седмични лист за поучавање, забаву и новости”. Први број је објављен 3. марта 1856. године, а последњи 9. новембра 1858.  
Лист је штампан у Земуну, а издавач и уредник био је Игњат Карло Сопрон, штампар и публициста немачког порекла. Наслов листа је био уоквирен гравиром Београда.
Био је то поучан и забаван лист који је окупљао углавном младе земунске писце, Ђорђа Малетића, Јована Драгошевића, Милана Милићевића, Љубомира Ненадовића. Ђорђе Малетић је био и уредник листа.  Лист је углавном објављивао прозу и поезију, домаћих и страних аутора. Објављивани су и цртежи светских градова, Париза, Петрограда, Беча, Цариграда, као и познатих личност. Лист је објављивао разне кратке вести, новости, честитке, научна достигнућа, али и велики број огласа и реклама. Годишња цена је била 4 форинте.

### Периодичност
Лист је излазио једном недељно, суботом. Од броја 37 из 1856. излази и средом и суботом, а од 1858. године недељом.